# Rogatka (Zalas)
Rogatka – przysiółek wsi Zalas w Polsce, położony w województwie małopolskim, w powiecie krakowskim, w gminie Krzeszowice.
W latach 1975–1998 przysiółek administracyjnie należał do województwa krakowskiego.
Przy przysiółku przebiega autostrada A4 (E40) i wiadukt pod nią, a na wschód od przysiółka wiadukt nad tą autostradą. Na północ od przysiółka rozciąga się Las Zwierzyniecki w Tenczyńskim Parku Krajobrazowym. Przysiółek położony jest przy drodze powiatowej do Tenczynka na północnych krańcach wsi Zalas. W przysiółku znajduje się również była leśniczówka – de facto należąca do Tenczynka (ul. Mądrzyka).